# Wilhelm von Blomberg
Wilhelm Freiherr von Blomberg (* 17. Mai 1786 auf Schloss Iggenhausen/Lippe; † 17. April 1846 in Herford) war ein preußischer Offizier des 19. Jahrhunderts aus dem Adelsgeschlecht von Blomberg, der sich als Schriftsteller einen Namen machte.
Wilhelm von Blomberg besuchte bis 1805 das Engelbert-Kaempfer-Gymnasium in Lemgo und studierte anschließend Rechtswissenschaften in Halle und Heidelberg. In Heidelberg wurde er 1807 Mitglied des Corps Guestphalia Heidelberg. 1809 wurde er als Jurist in Warburg praktisch tätig und trat 1813 in den Militärdienst Preußens ein. Er diente in Hamm, ab 1821 in Düsseldorf und ab 1830 als Hauptmann in Prüm. 1837 erhielt er als Major gesundheitsbedingt den Abschied und lebte fortan in Herford. Seit 1809 veröffentlichte er als Autor zahlreiche Aufsätze und satirische Beiträge, die dem neu erwachten Nationalgefühl Ausdruck verliehen. Er war Herausgeber des Liederbuch für die Mitglieder des Treubundes mit Gott für König und Vaterland.
Wilhelm von Blomberg war der ältere Bruder des Befreiungskämpfers und Dichters Alexander von Blomberg. Georg Moritz von Blomberg war sein Halbbruder.

## Schriften
- Die Satiren über das göttliche Volk. Nebst den gewaltsamen Anmerkungen des Collaborators und Hofcriticus Doktor Peter Rüppel zu O***. 2 Bände, Lemgo 1811, 1817, 2. Auflage Lemgo 1823
- Thomas Aniello, ein Trauerspiel in 5 Aufzügen,  Hamm 1819
- Das Leben Johann Friedrich Reinert’s, zuletzt Directors des Archi-Gymnasiums zu Soest. Lemgo 1822
- Hermanns Tod ein Trauerspiel in 5 Aufzügen, Hamm 1824.
- Geschichte des 6. Westfälischen Infanterieregiments, Detmold 1877